# Dystrykt Nosy Be

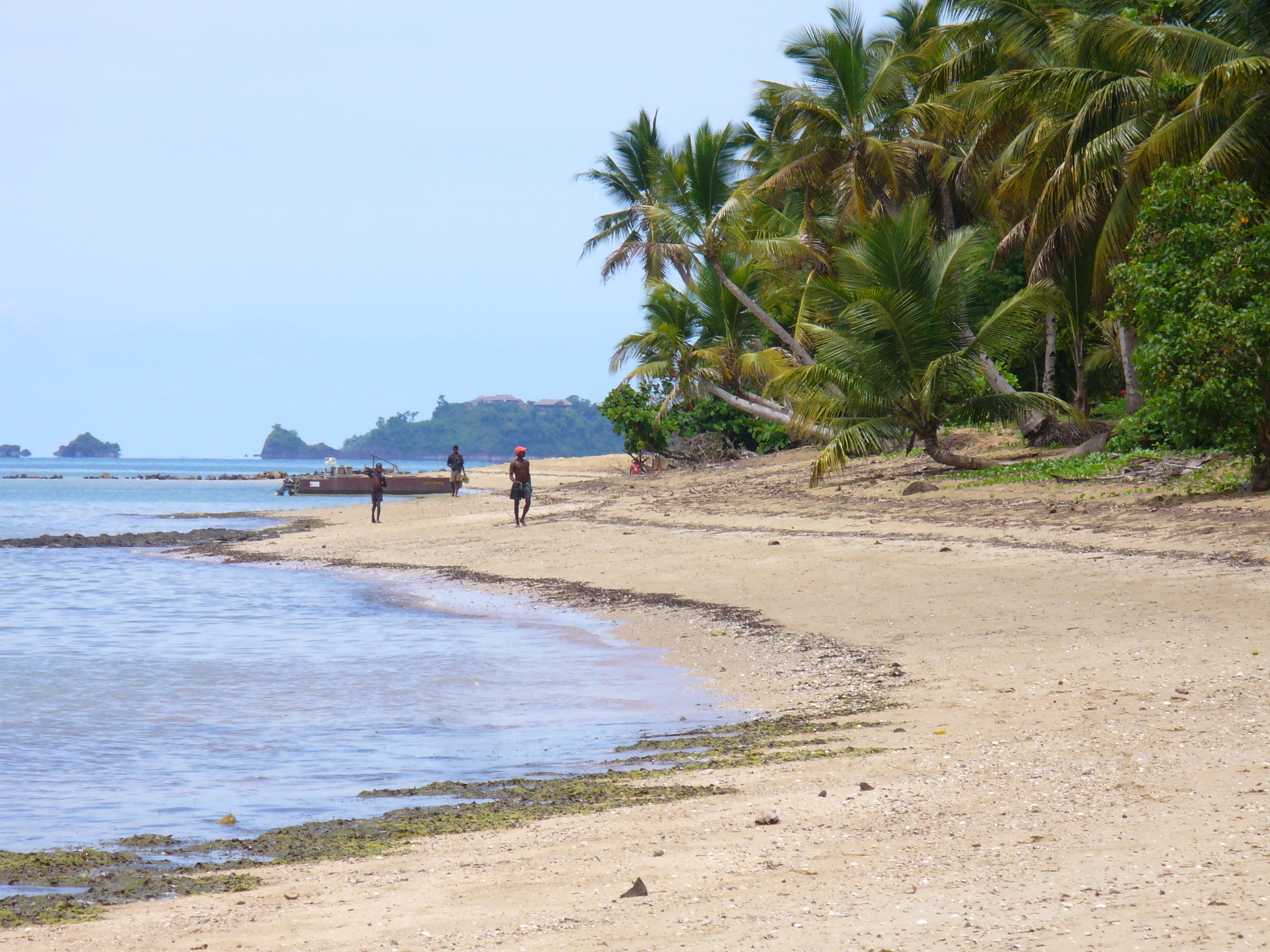
Piaszczysta plaża w Nosy Be.

Nosy Be – niewielki dystrykt Madagaskaru obejmujący wyspę Nosy Be oraz kilka okolicznych mniejszych wysepek. Jest częścią regionu Diana. Według spisu z 2018 roku liczba ludności wynosi 108,3 tys. mieszkańców.